# لاسونسيون (كيبك)
لاسونسيون (بالإنجليزية: L'Ascension, Quebec)‏ هي بلدية محلية في كيبيك تقع في كندا في Antoine-Labelle Regional County Municipality. يقدر عدد سكانها بـ 844 نسمة ومساحتها 351.60 كم2 .